# Vocaloid
A Vocaloid (ボーカロイド; Hepburn: Bōkaroido) egy énekszintetizátor program, amit a Yamaha fejlesztett ki 2000-ben. A szoftver lehetővé teszi, hogy dalszövegek és dallamok bevitelével ének szülessen. Szintetizáló technológiát alkalmaz szinkronszínészek és énekesek rögzített hangjaival. A szoftver változtatni tudja a hangsúlyt és a hangszín dinamikáját.
Az első változat 2004. január 15-én jelent meg, melyhez a hangokat más cégek készítik. A hangcsomagokhoz mindig a program legfrissebb változatát csomagolják. A rendszer nem csak japánul, hanem angolul is elérhető.
Jelzésfeldolgozó részét 2000-ben egy közös kutatóprojekt folyamán fejlesztették ki, Kenmocsi Hideki vezetésével Spanyolországban (ugyanaz a csapat, akik a Voctro Labs-ot alapították). Eredetileg nem kereskedelmi célokra készült, ám a Yamaha támogatásával később ez megváltozott.

## Technológia
A program lényegében egy meghatározott szöveget énekel, melynek megváltoztatható a hangszíne, hangmagassága és a dallama. A szoftver élethű hangokat hoz létre zenei effektusok, mint például vibrato hozzáadásával. Leegyszerűsítve, ezzel a technológiával az éneklés énekes nélkül is létrehozható. A Vocaloid szintetizáló technológiáját eleinte Frequency-domain Singing Articulation Splicing and Shaping ( 周波数ドメイン歌唱アーティキュレーション接続法; Hepburn: Súhasú-domain Kasó Articulation Szecuzoku-hó) néven hívták, habár a Yamaha már nem használja ezt a nevet honlapján.
A Vocaloid és a Vocaloid 2 szintetizátor programjai éneklésre vannak tervezve, nem pedig felolvasásra. Erre kifejezetten a Vocaloid-flex van létrehozva. Rekedt hangra vagy kiabálásra nem tud reagálni.
A program robbanásszerű fejlődésének köszönhetően, a Vocaloidok kifejezése és hangminősége napjainkban eljutott arra a pontra, hogy szinte lehetetlen különbséget tenni köztük és az emberi hang között. A szoftver lehetővé teszi, hogy a felhasználó kedvére dalokat, dallamokat készítsen, mi több, teljes zenei műveket is létre lehet hozni.

### A szoftver felépítése

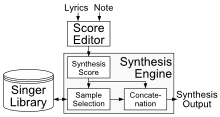
Vocaloid rendszerének működése diagramon

A Vocaloid 2 rendszer főbb részei a Score Editor (jelzésszerkesztő), a Singer Library (könyvtár) és a Synthesis Engine (szintetizátor). A Synthesis Engine jelzéseket fogad a Score Editortól, majd megfelelő mintát választva a Singer Libraryból kombinálja ezeket, hogy hangokat hozhasson létre.
A rendszer csak japán, spanyol és angol nyelven jelent meg, de a jövőben várható egyéb nyelveken is.

### Score Editor
A Score Editor gépzongora típusú szerkesztő, ami fogadja a dalszövegeket és a hangjegyeket. A japán nyelvű program elfogadja a hiraganát, katakanát és a romajit is. Az angol verzióban az Editor automatikusan átváltja a dalszöveget X-SAMPA fonetikai jelekké, amit a beépített szótár tesz lehetővé. Előfordul, hogy egy szó nem szerepel a szótárban, ekkor a program megengedi, hogy beírjuk az adott szót a szótárába. A japán és az angol szerkesztő dalszöveg beviteli módja különbözik, viszont a platform megegyezik, tehát kompatibilisek egymással.

### Singer Library
Adatbázisában található a valódi emberek hangmintája. Az adatbázisnak tartalmaznia kell az összes lehetséges fonémát, az adott nyelvből. Ahhoz, hogy minél természetesebb, valódi hangokat hozzon létre, 3 vagy 4 különböző hangmagasságot kell tárolnia a könyvtárnak.

### Synthesis Engine

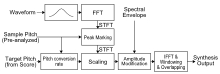
Vocaloid Synthesis Engine

A Score Editortól fogadja a jelzéseket, információkat, majd énekhanggá szintetizálja azokat.

## Történelem

### Vocaloid
A Yamaha 2000 márciusában kezdte a Vocaloid fejlesztését, amit első alkalommal a német Musikmesse vásáron jelentettek be 2003. március 5-én. Daisy néven készítették, utalva a „Daisy Bell” című számra, de jogi okok miatt megváltoztatták a nevet Vocaloidra.
Az első Vocaloidok között Leon és Lola volt, akiket a Zero-G stúdió hozott forgalomba, mint soul énekesek 2004. március 3-án. Leon és Lola először a NAMM Show-ban jelent meg 2004. január 15-én. 2005-ben meg is nyerték az Electronic Misucan Editor's díjat a Wired Nextfest fesztiválon. 2004 júliusában a Zero-G később kiadta a Miriamot, Miriam Stockley hangjával. Még abban az évben a Crypton Future Media megjelentette Meikot, akit Kaitoval együtt a Yamaha fejlesztett ki. 2005 júniusában, a Yamaha 1.1-es verzióra fejlesztette a programot, később egy fejlesztéssel a Vocaloid 1.1.2-es programja új funkciókkal bővült. 2004-től 2006-ig még öt Vocaloid jelent meg.

### Vocaloid 2
A Vocaloid 2-t 2007-ben jelentették be. Ellentétben az első programmal, a Vocaloid 2 a vokális minták eredményére alapult, szemben az emberi hanggal. Az időhiány miatt, nem volt nyilvános béta teszt, inkább a felhasználók által jelentett problémák alapján frissítették. A program felhasználó felülete teljesen megújult japán felülettel, új funkciók kerültek bele. Az emberi lélegzet és a rekedt hang ezúttal felvehető volt a program könyvtárába, amivel élethű hangzást lehet létrehozni. A Vocaloid 2 program nem kompatibilis a Vocaloid 1-gyel, tehát régebbi szoftverekbe nem lehet betölteni ennek a verziónak a könyvtárát.
Összesen 17 csomagot hoztak létre a Vocaloid 2 japán verziójához, míg az angol verzióhoz mindössze öt darabot.

### Vocaloid 3
2011. október 21-én adták piacra. Számos stúdió frissítést biztosít, annak érdekében, hogy a Vocaloid 3 kompatibilis lehessen régebbi verziókkal. Ez a verzió sokkal több tulajdonságot, lehetőséget tartalmaz három új nyelvvel (kínai, koreai és spanyol) és rengeted énekessel, mint az előző két verzió együtt. A Vocaloid 3 plugint is használni, lehetővé téve a normál, és a klasszikus módok közti váltást attól függően, hogy a felhasználó modernebb, vagy kevésbé élethű hangokat szeretne létrehozni.

### Vocaloid 4
2014 októberében az első bejelentett szoftver Ruby volt, akinek megjelenését eltolták. A program még fejlesztés alatt áll.

## Kiegészítő termékek

### Szoftverek
Vocaloid-flex

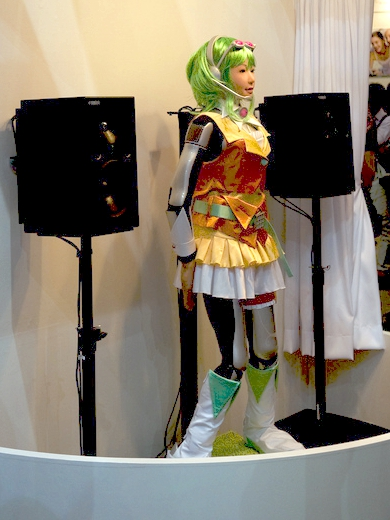
HRP-4C

A Yamaha fejlesztette ki ezt az éneklésre alkalmas applikációt a Vocaloid programra alapozva. Többek között a Metal Gear Solid: Peace Walker videójátékhoz és a HRP-4C robothoz is használták ezt a szoftvert.
VocaListener
Ez a szoftver képes élethű Vocaloid hangokat produkálni.
MikuMikuDance
3D Vocaloid animációkhoz használják. Ingyenes szoftver, ami jelentősen hozzájárult a rajongók által készített karakterek és videók születéséhez. A fejlesztő visszavonult 2011-ben, ám 2013-ban ismét elkezdte frissíteni a szoftvert.
NetVocaloid
A NetVocaloid egy online énekszintetizáló szolgáltatás volt, tehát akkor is lehetett használni a Vocaloid szoftvert, ha az nem volt meg a felhasználónak. Japánul és angolul is elérhető volt, de 2012 áprilisában ez a program már nem volt elérhető a Yamaha honlapján.
MMDAgent
Az International Voice Engineering Institute fejlesztette ki, az alfa verzió 2010. december 25-én jelent meg. Ingyenes program, 3D modellekből és hangfájlokból készült.
NetVocalis
Bplats fejlesztette, hasonló a VocaListenerhez.
Vocaloid Editor Cubase-hez
Pluginként használható a Cubase szoftverhez, habár nem tartalmaz hangcsomagokat, a Vocaloid 2 és 3 verzióból minden hangot fel tud ismerni és használni.
Vocalodama
Egy iOS játék applikáció.
Vocaloid Net
NetVocaloid helyettesítésére szolgál. Csak azok tudják használni, akiknek megvan a Vocaloid 3, Vocaloid 3 Neo vagy az iVocaloid.
Vocaloid first
iOS-al kompatibilis ingyenes szoftver, tartalmazza a "VY1-et" alacsony hangminőségben.
Piapro Studio
A Crypton Future Media saját termékeihez készült, Vocaloid-ra épülő VST beépülő, amely teljes értékű előtétprogramot szolgáltat a Vocaloidot más digitális zeneszerkesztők részeként használni kívánó felhasználók számára. Minden Vocaloid 3- vagy 4-kompatibilis hangcsomag tartalmazza.

### Hardver
Vocaloid-Board
Megfelelő hardver verzió a Vocaloidhoz.
eVocaloid
Mobiltelefonokkal is kompatibilis LSI hang generátor, ami "VY1" hangját használja. A Pocket Miku eszköz is tartalmazza az eVocaloidot.

## Értékesítése
Habár a Yamaha fejlesztette ki, a Vocaloid értékesítését illetékes stúdiókra hagyta.
A Vocaloid bemutatásában és promóciójában számos japán magazin felelős, mint például a DTM magazin, ami egy művész által készített vázlatban mutatta be Mikut, Rint, Lent és Lukát az olvasóknak. Hozzájárult a sikerhez, hogy 30 napos próbaverziót hoztak létre Miriam, Lily és Iroha Vocaloidokból.
SF-A2 Miki albumának sikere után más Vocaloidoknak is saját CD-t készítettek, ezzel elérve, hogy minél több szoftver fogyjon a piacon. Amikor 2010. november 9-én Japánban megnyitott az Amazon MP3, több Vocaloid album is szerepelt bolt ingyenes kínálatában.
A Vocaloidok, legfőképpen Hacune Miku, feltűntek az autóversenyzésben is, mivel a Good Smile Company támogatásával 2008-tól három különböző csapat kapott Vocaloidos külsőt autójának.
- Studie csapat a 2008-2009-es időszakban BMW Z4 E86 és BMW Z4 GT3 autói hivatalos Hacune Miku karakterdizájnban díszelgett.[42][43]

- A MOLA csapat autói Kagamine Rin és Len színeiben pompáztak a 2008-as Fuji Speedway-en.[44][45]

- A COX csapat a 2010-es időszakban a hivatalos Hacune Miku figurát használt autóikra.

A Sega számos játékot hozott létre többek között Hatsune Miku: Project DIVA-t. Ez a játék több Crypton Vocaloidot és rajongók által készített karaktereket tartalmaz. Később Gree által készített mobil játék jelent meg Hatsune Miku Vocalo x Live néven.
Két manga is megjelent, habár ezek nem hivatalosak. A legismertebb a 28 fejezetes Maker Unofficial: Hatsune Mix, amit a Jive publikált a Comic Rush magazinban. Ezt a mangát a Vocaloid művész, Kei rajzolta. A manga a Crypton Vocaloid karaktereket jeleníti meg különböző szituációkban, ami hetente változik.
2010. szeptember 2-től Kentaro Hajasi által rajzolt Shūkan Hajimete no Hatsune Miku! című manga jelent meg a Weekly Young Jump-ban, ami Hacune Mikuró szól.
Mi több, Miku még a Weekly Playboy magazinban is feltűnt. Azonban, a Crypton Future Media megerősítette, hogy nem áll szándékában animét készíteni a Vocaloidból, mivel nem akarnak határt szabni a rajongók kreativitásában.
Kezdetben a Crypton Future Media volt az egyetlen stúdió, ami engedélyeztea Vocaloid figurák és plüssök forgalmazását, később becsatlakozott a Max Factory és a Good Smile Company is.
Crypton és a Toyota 2011-ben közösen kezdtek el dolgozni a Toyota Corolla reklámozása érdekében, Hacune Miku karakterét használva. A siker még Amerikába is eljutott, ezzel együtt kezdődött el Miku debütálása a tengerentúlon. Mivel a Crypton virtuális hangszerként árusította Hacune Mikut, megkérdezte a japán rajongóktól, hogy megfelelne-e nekik, ha virtuális énekesként vésődne az emberek tudatába.

## A program változatai
A program első kiadása a LEON hangcsomaggal jelent meg. A Zero-G még további 2 hangcsomagot dobott a piacra. Japánban 2 hangcsomag jelent meg: Meiko és Kaito. Ez utóbbiból előbb csak 500 darab készült, mert a gyártója csődbe ment. 2007-ben jelent meg a második változat, amit jelentős változtatáson ment keresztül. Egyszerűbb lett a kezelőfelülete, a hangok tisztábbak és természetesebbek lettek. Ebben a szériában van egyébként a legtöbb hangcsomag, bár a szoftver fejlesztése kicsit megtorpant, mivel Japánban az énekesnők nem akartak a CFM-nek dolgozni.
A program harmadik változata 2011. 10. 21-én jelent meg. Ezen változatnak van egy teljes és egy 'mini' változata is, amit általában hangcsomagokhoz adnak. A teljes változat kompatibilis a második változat hangcsomagjaival.

## Hangcsomagok

### Vocaloid 1-4
| Név                                             | Kiadási dátum        | Nyelv                          | Nem                       | Gyártó                                   | Hangja               |
| LEON                                            | 2004. március 3.     | angol                          | férfi                     | Zero-G                                   | Lance Ellington[?]   |
| LOLA                                            | 2004. március 3.     | angol                          | nő                        | Zero-G                                   | Juliet Roberts[?]    |
| Miriam                                          | 2004. július 26.     | angol                          | nő                        | Zero-G                                   | Miriam Stockley      |
| MEIKO                                           | 2004. november 5.    | japán                          | nő                        | Crypton Future Media                     | Haigo Meiko          |
| KAITO                                           | 2006. február 17.    | japán                          | férfi                     | Crypton Future Media                     | Fuuga Naoto          |
| Sweet Ann                                       | 2007. július 29.     | angol                          | nő                        | PowerFX                                  | "Jody"               |
| CV01(Hatsune Miku)                              | 2007. augusztus 31.  | japán                          | nő                        | Crypton Future Media                     | Fujita Saki          |
| CV02(Kagamine Rin/Len)                          | 2007. december 27.   | japán                          | nő/férfi                  | Crypton Future Media                     | Shimoda Asami        |
| Prima                                           | 2008. január 14.     | angol                          | nő                        | Zero-G                                   | -                    |
| CV02(Kagamine Rin/Len, javítócsomag)            | 2008. július 18.     | japán                          | nő/férfi                  | Crypton Future Media                     | Shimoda Asami        |
| Gackpoid                                        | 2008. július 31.     | japán                          | férfi                     | Internet Co.                             | Gackt                |
| CV03(Megurine Luka)                             | 2009. január 30.     | japán, angol                   | nő                        | Crypton Future Media                     | Asakawa Yuu          |
| Megpoid                                         | 2009. június 25.     | japán                          | nő                        | Internet Co.                             | Nakajima Megumi      |
| Sonika                                          | 2009. július 14.     | angol                          | nő                        | Zero-G                                   | -                    |
| SF-A2 Miki                                      | 2009. december 4.    | japán                          | nő                        | AH Software                              | Furukawa Miki        |
| Kaai Yuki                                       | 2009. december 4.    | japán                          | nő                        | AH Software                              | -                    |
| Hiyama Kiyoteru                                 | 2009. december 4.    | japán                          | férfi                     | AH Software                              | Hiyama Kiyoshi       |
| Big Al                                          | 2009. december 22.   | angol                          | férfi                     | PowerFX                                  | Frank Sanderson      |
| CV01(Hatsune Miku, témacsomagok)                | 2010. április 30.    | japán                          | nő                        | Crypton Future Media                     | Fujita Saki          |
| Tonio                                           | 2010. július 14.     | angol                          | férfi                     | Zero-G                                   | -                    |
| Lily                                            | 2010. augusztus 25.  | japán                          | nő                        | Yahama, Avex Management, Internet Co.    | Masuda Yuri          |
| VY1 Mizki                                       | 2010. szeptember 1.  | japán                          | uniszex (nőies hanggal)   | Yahama, Bplats                           | -                    |
| Gachapoid                                       | 2010. október 8.     | japán                          | férfi                     | Internet Co.                             | Kuniko Amemiya       |
| Nekomura Iroha                                  | 2010. október 22.    | japán                          | nő                        | AH Software                              | Kyounosuke Yoshitate |
| Utatane Piko                                    | 2010. december 8.    | japán                          | férfi                     | Ki/oon Records, Sony Music Entertainment | Piko                 |
| CV02(Kagamine Rin/Len, témacsomagok)            | 2010. december 27.   | japán                          | nő/férfi                  | Crypton Future Media                     | Shimoda Asami        |
| VY2 Yuuma                                       | 2011. április 25.    | japán                          | uniszex (férfias hanggal) | Yamaha, Bplats                           | -                    |
| VY1 Mizki V3-as továbbfejlesztés                | 2011. október 21.    | japán                          | uniszex (nőies hanggal)   | Yamaha, Bplats                           | -                    |
| Mew                                             | 2011. október 21.    | japán                          | nő                        | Yamaha                                   | Sakamoto Miu         |
| Megpoid V3-as továbbfejlesztés                  | 2011. október 21.    | japán                          | nő                        | Internet Co.                             | Nakajima Megumi      |
| SeeU                                            | 2011. október 21.    | japán, koreai                  | nő                        | SBS A&T Co.                              | Kim Dahee            |
| Tone Rion                                       | 2011. december 16.   | japán                          | nő                        | Dear Stage (Moe Japan)                   | Yumemi Nemu          |
| OLIVER                                          | 2011. december 21.   | angol                          | férfi                     | PowerFX                                  | -                    |
| CUL                                             | 2011. december 22.   | japán                          | nő                        | Internet Co.                             | Kitamura Eri         |
| Yuzuki Yukari                                   | 2011. december 22.   | japán                          | nő                        | AH Software                              | Ishiguro Chihiro     |
| Bruno                                           | 2011. december 23.   | spanyol                        | férfi                     | Voctro Labs                              | -                    |
| Clara                                           | 2011. december 23.   | spanyol                        | nő                        | Voctro Labs                              | -                    |
| IA                                              | 2012. január 27.     | japán                          | nő                        | 1st PLACE                                | Lia                  |
| Megpoid Native kiadás                           | 2012. március 16.    | japán                          | nő                        | Internet Co.                             | Nakajima Megumi      |
| Aoki Lapis                                      | 2012. április 6.     | japán                          | nő                        | I-style Project                          | Eguchi Nako          |
| Lily V3-as továbbfejlesztés                     | 2012. április 19.    | japán                          | nő                        | Internet Co.                             | Masuda Yuri          |
| Luo Tianyi                                      | 2012. július 12.     | kínai (mandarin)               | nő                        | Shanghai HENIAN, Bplats                  | Shan Xin             |
| Gackpoid V3-as továbbfejlesztés                 | 2012. július 13.     | japán                          | férfi                     | Internet Co.                             | Gackt                |
| galaco (díszdoboz kiadás)                       | 2012. augusztus 5.   | japán                          | nő                        | Internet Co.                             | Shibasaki Kou        |
| VY2 Yuuma V3-as továbbfejlesztés                | 2012. október 19.    | japán                          | uniszex (férfias hanggal) | Yamaha, Bplats                           | -                    |
| MAYU                                            | 2012. december 5.    | japán                          | nő                        | Exit Tunes                               | Morinaga Mayumi      |
| AVANNA                                          | 2012. december 22.   | angol                          | nő                        | Zero-G                                   | Rachel Dey           |
| KAITO V3-as továbbfejlesztés                    | 2013. február 15.    | japán, angol                   | férfi                     | Crypton Future Media                     | Fuuga Naoto          |
| Megpoid V3-as angol kiadás                      | 2013. február 28.    | angol                          | nő                        | Internet Co.                             | Nakajima Megumi      |
| ZOLA PROJECT                                    | 2013. június 21.     | japán                          | férfi                     | Yamaha                                   | Minorun, NANOX, Maui |
| YANHE                                           | 2013. július 11.     | kínai (mandarin)               | nő                        | Shanghai HENIAN, Bplats                  | Ryū Seira            |
| CV01 (Hatsune Miku) V3-as angol kiadás          | 2013. augusztus 31.  | angol                          | nő                        | Crypton Future Media                     | Fujita Saki          |
| YOHIOloid                                       | 2013. szeptember 10. | japán, angol                   | férfi                     | PowerFX                                  | Yohio                |
| CV01 (Hatsune Miku) V3-as továbbfejlesztés      | 2013. szeptember 26. | japán                          | nő                        | Crypton Future Media                     | Fujita Saki          |
| MAIKA                                           | 2013. december 18.   | spanyol, katalán               | nő                        | Voctro Labs                              | -                    |
| Merli                                           | 2013. december 24.   | japán                          | nő                        | I-style Project                          | Kamata Misaki        |
| Macne Nana                                      | 2014. január 31.     | japán, angol                   | nő                        | MI7 Japan, Bplats                        | Ikezawa Haruna       |
| MEIKO V3-as továbbfejlesztés                    | 2014. február 4.     | japán, angol                   | nő                        | Crypton Future Media                     | Haigo Meiko          |
| kokone                                          | 2014. február 14.    | japán                          | nő                        | Internet Co.                             | -                    |
| anon & kanon                                    | 2014. március 3.     | japán                          | nő                        | Yamaha                                   | -                    |
| v flower                                        | 2014. május 9.       | japán                          | nő                        | Gynoid, Yamaha                           | -                    |
| Tohoku Zunko                                    | 2014. június 5.      | japán                          | nő                        | AH Software                              | Satou Satomi         |
| IA ROCKS kiadás                                 | 2014. június 27.     | japán                          | nő                        | 1st PLACE                                | Lia                  |
| galaco NEO kiadás                               | 2014. augusztus 5.   | japán                          | nő                        | Yamaha, Stardust Music Inc.              | Shibasaki Kou        |
| Rana                                            | 2014. szeptember 9.  | japán                          | nő                        | We've Inc.                               | Kakuma Ai            |
| Gachapoid V3-as továbbfejlesztés                | 2014. szeptember 17. | japán                          | férfi                     | Internet Co.                             | Kuniko Amemiya       |
| Chika                                           | 2014. október 16.    | japán                          | nő                        | Internet Co.                             | Itou Chiaki          |
| Xin Hua                                         | 2015. február 10.    | kínai (mandarin)               | nő                        | Gynoid, Yamaha                           | Wenyi Wang           |
| Yuezheng Ling                                   | 2015. július 17.     | kínai (mandarin)               | nő                        | Shanghai HENIAN                          | QI Inory             |
| VY1 Mizki V4-es továbbfejlesztés                | 2014. december 17.   | japán                          | uniszex (nőies hanggal)   | Yamaha, Bplats                           | -                    |
| CYBER DIVA                                      | 2015. február 4.     | angol                          | nő                        | Yamaha                                   | Jenny Shima          |
| Yuzuki Yukari V4-es továbbfejlesztés            | 2015. március 18.    | japán                          | nő                        | AH Software                              | Ishiguro Chihiro     |
| CV03(Megurine Luka) V4x-es továbbfejlesztés     | 2015. március 19.    | japán, angol                   | nő                        | Crypton Future Media                     | Asakawa Yuu          |
| Gackpoid V4-es továbbfejlesztés                 | 2015. április 30.    | japán                          | férfi                     | Internet Co.                             | Gackt                |
| SF-A2 miki V4-es továbbfejlesztés               | 2015. június 18.     | japán                          | nő                        | AH Software                              | Furukawa Miki        |
| Nekomura Iroha V4-es továbbfejlesztés           | 2015. június 18.     | japán                          | nő                        | AH Software                              | Kyounosuke Yoshitate |
| v flower V4-es továbbfejlesztés                 | 2015. július 16.     | japán                          | nő                        | Gynoid                                   | -                    |
| Sachiko                                         | 2015. július 27.     | japán                          | nő                        | Yamaha                                   | Kobayashi Sachiko    |
| ARSLOID                                         | 2015. szeptember 23. | japán                          | nő                        | Yamaha, UNIVERSAL MUSIC JAPAN            | Kano Akira           |
| RUBY                                            | 2015. október 7.     | angol                          | nő                        | PowerFX, VocaTone                        | Misha                |
| Kaai Yuki V4-es továbbfejlesztés                | 2015. október 29.    | japán                          | nő                        | AH Software                              | -                    |
| Hiyama Kiyoteru V4-es továbbfejlesztés          | 2015. október 29.    | japán                          | férfi                     | AH Software                              | Hiyama Kiyoshi       |
| Megpoid V4-es továbbfejlesztés                  | 2015. november 5.    | japán                          | nő                        | Internet Co.                             | Nakijama Megumi      |
| DEX                                             | 2015. november 20.   | angol                          | férfi                     | Zero-G                                   | Sam Blakeslee        |
| DAINA                                           | 2015. november 20.   | angol                          | nő                        | Zero-G                                   | AkiGlancy            |
| Rana V4-es továbbfejlesztés                     | 2015. december 1.    | japán                          | nő                        | We've Inc.                               | Kakuma Ai            |
| CV02(Kagamine Rin/Len) V4x-es továbbfejlesztés  | 2015. december 24.   | japán                          | nő/férfi                  | Crypton Future Media                     | Shimoda Asami        |
| CV02(Kagamine Rin/Len) V4-es angol kiadás       | 2015. december 24.   | angol                          | nő/férfi                  | Crypton Future Media                     | Shimoda Asami        |
| Unity-chan!                                     | 2016. január 14.     | japán                          | nő                        | Unity Technologies Japan, Yamaha         | Kakumoto Asuka       |
| Fukase                                          | 2016. január 28.     | japán, angol                   | férfi                     | Yamaha                                   | Satoshi Fukase       |
| Stardust (Xing Chen)                            | 2016. április 13.    | kínai (mandarin)               | nő                        | Shanghai HENIAN, Quadimension            | Chalili              |
| Otomachi Una                                    | 2016. július 30.     | japán                          | nő                        | Internet Co., MTK                        | Tanaka Aimi          |
| CV01(Hatsune Miku) V4X-es továbbfejlesztés      | 2016. augusztus 31.  | japán                          | nő                        | Crypton Future Media                     | Fujita Saki          |
| CV01(Hatsune Miku) angol V4-es továbbfejlesztés | 2016. augusztus 31.  | angol                          | nő                        | Crypton Future Media                     | Fujita Saki          |
| Tohoku Zunko V4-es továbbfejlesztés             | 2016. október 27.    | japán                          | nő                        | AH Software                              | Satou Satomi         |
| CYBER SONGMAN                                   | 2016. október 31.    | angol                          | férfi                     | Yamaha                                   | -                    |
| Macne Nana V4-es továbbfejlesztés               | 2016. december 15.   | japán, angol                   | nő                        | MI7 Japan                                | Ikezawa Haruna       |
| UNI                                             | 2017. február 14.    | koreai                         | nő                        | SBS A&T Co., Yamaha, VOCALOID EMPIRE     | -                    |
| Tone Rion V4-es továbbfejlesztés                | 2017. február 16.    | japán                          | nő                        | Dear Stage (Moe Japan)                   | Yumemi Nemu          |
| Yumemi Nemu                                     | 2017. február 16.    | japán                          | nő                        | Dear Stage (Moe Japan)                   | Yumemi Nemu          |
| Yuezheng Longya                                 | 2017. június 24.     | kínai (mandarin)               | férfi                     | Shanghai HENIAN                          | Zhang Jie            |
| AZUKI                                           | 2017. július 12.     | japán                          | nő                        | Yamaha, SEGA                             | Outsubo Yuka         |
| MATCHA                                          | 2017. július 12.     | japán                          | nő                        | Yamaha, SEGA                             | Oohashi Ayaka        |
| LUMi                                            | 2017. augusztus 30.  | japán                          | nő                        | AVA                                      | Ohara Sayaka         |
| Xin Hua V4-es továbbfejlesztés                  | 2017. szeptember 1.  | kínai (mandarin)               | nő                        | Gynoid, Shanghai Wangcheng               | Wenyi Wang           |
| CV01(Hatsune Miku) V4-es kínai kiadás           | 2017. szeptember 5.  | kínai (mandarin)               | nő                        | Crypton Future Media                     | Fujita Saki          |
| Xin Hua japán kiadás                            | 2017. szeptember 22. | japán                          | nő                        | Gynoid, Shanghai Wangcheng               | Wenyi Wang           |
| Luo Tianyi V4-es továbbfejlesztés               | 2017. december 30.   | kínai (mandarin)               | nő                        | Shanghai HENIAN                          | Shan Xin             |
| Kizuna Akari                                    | 2018. április 26.    | japán                          | nő                        | AH Software, Vocalomakets                | Yonezawa Madoka      |
| Luo Tianyi V4-es japán kiadás                   | 2018. május 18.      | japán                          | nő                        | Shanghai HENIAN                          | Kano                 |
| Mirai Komachi                                   | 2018. május 24.      | japán                          | nő                        | Yamaha, Bandai Namco                     |                      |
| Mo Qingxian                                     | 2018. július 10.     | kínai (mandarin)               | nő                        | Shanghai HENIAN                          | Mingyue              |
| Zhiyu Moke                                      | 2018. július 10.     | kínai (mandarin)               | férfi                     | Shanghai HENIAN                          | Shangqing Su         |
| UNI témacsomag                                  | 2017 nyara           | koreai                         | nő                        | SBS A&T Co., Yamaha, VOCALOID EMPIRE     | -                    |
| Zing                                            | 2018 tavasza         | japán, kínai (mandarin), angol | nő                        | aquatrax, Exit Tunes                     | -                    |
| UNI angol kiadás                                | -                    | angol                          | nő                        | SBS A&T Co., Yamaha, VOCALOID EMPIRE     | -                    |
| Megpoid angol továbbfejlesztés                  | -                    | angol                          | nő                        | Internet Co.                             | Nakijama Megumi      |
| KAITO továbbfejlesztés                          | -                    | japán, angol[?]                | férfi                     | Crypton Future Media                     | Fuuga Naoto          |
| YANHE V4-es továbbfejlesztés                    | -                    | kínai (mandarin)               | nő                        | Shanghai HENIAN                          | Ryū Seira            |
| Yuezheng Ling V4-es továbbfejlesztés            | -                    | kínai (mandarin)               | nő                        | Shanghai HENIAN                          | QI Inory             |
| COCOROBO                                        | -                    | japán                          | nő                        | SHARP                                    | Kido Ibuki           |

### "Second Editions"
A Second Editions Vocaloid3-as hangcsomagok megújított kiadásai.
| Név                                 | Kiadási dátum     | Nyelv | Nem                       | Gyártó          | Hangja       |
| VY1 Mizki V3-as továbbfejlesztés SE | 2013. március 20. | japán | uniszex (nőies hanggal)   | Yamaha          | -            |
| Mew SE                              | 2013. március 20. | japán | nő                        | Yamaha          | Sakamoto Miu |
| VY2 Yuuma V3-as továbbfejlesztés SE | 2013. március 20. | japán | uniszex (férfias hanggal) | Yamaha          | -            |
| Tone Rion SE                        | 2013. április 27. | japán | nő                        | Moe Japan       | Yumemi Nemu  |
| Aoki Lapis SE                       | 2013. április 27. | japán | nő                        | I-style Project | Eguchi Nako  |

### Vocaloid NEO
A Vocaloid NEO a Vocaloid3 programnak az OS X-re tervezett változata, melyet lehet Windows-on is használni, de kiadásának főbb oka az volt, hogy az OS X-et használók is használni tudják a Vocaloidot. Természetesen ehhez is adtak ki külön hangcsomagokat. Ezeken a hangcsomagokon kívül még jó pár Vocaloid3-as és 4-es kiadás is használható.
| Név                                  | Kiadási dátum        | Nyelv | Nem                       | Gyártó          | Hangja               |
| VY1 Mizki V3-as továbbfejlesztés NEO | 2013. augusztus 5.   | japán | uniszex (nőies hanggal)   | Yamaha          | -                    |
| Mew NEO                              | 2013. augusztus 5.   | japán | nő                        | Yamaha          | Sakamoto Miu         |
| Aoki Lapis NEO                       | 2013. szeptember 19. | japán | nő                        | I-style Project | Eguchi Nako          |
| ZOLA PROJECT NEO                     | 2013. szeptember     | japán | férfi                     | Yamaha          | Minorun, NANOX, Maui |
| VY2 Yuuma V3-as továbbfejlesztés NEO | 2013. október        | japán | uniszex (férfias hanggal) | Yamaha          | -                    |
| IA NEO                               | 2013. december 7.    | japán | nő                        | 1st PLACE       | Lia                  |
| Merli NEO                            | 2013. december 24.   | japán | nő                        | I-style Project | Kamata Misaki        |

### iVocaloid
A Vocaloid iPad-re kiadott verziója, melyhez összesen négy hangcsomag készült.
| Név        | Kiadási dátum  | Nyelv | Nem                       | Gyártó | Hangja        |
| VY1 Mizki  | 2010. december | japán | uniszex (nőies hanggal)   | Yamaha | -             |
| VY2 Yuuma  | 2011. december | japán | uniszex (férfias hanggal) | Yamaha | -             |
| Aoki Lapis | 2012. december | japán | nő                        | Yamaha | Eguchi Nako   |
| Merli      | 2014. április  | japán | nő                        | Yamaha | Kamata Misaki |

### VocaloWitter
A Vocaloid iPhone-ra kiadott verziója, melyhez összesen két hangcsomag készült.
| Név        | Kiadási dátum  | Nyelv | Nem                     | Gyártó | Hangja      |
| VY1t Mizki | 2010. december | japán | uniszex (nőies hanggal) | Yamaha | -           |
| Aoki Lapis | 2012. december | japán | nő                      | Yamaha | Eguchi Nako |

### Eltörölt hangcsomagok és kiadások
Az Internet Co. 2014 februárjában adta ki kokone-t a Megpoid falsetto kiadás helyett. Alys hangcsomagja pedig elérhető az Alter/Ego hangszintetizáló programhoz francia és japán nyelven.
| Név                          | Nyelv            | Nem   | Gyártó                   | Hangja          |
| Luo Tianyi japán kiadás      | japán            | nő    | Shanghai HENIAN          | Shan Xin        |
| SeeU angol kiadás            | angol            | nő    | SBS A&T Co.              | Kim Dahee       |
| Hatsune Miku falsetto kiadás | japán            | nő    | Crypton Future Media     | Fujita Saki     |
| Megpoid falsetto kiadás      | japán            | nő    | Internet Co.             | Nakajima Megumi |
| Ring Suzune                  | japán            | nő    | VOCALOID NEXT            | MiKA            |
| Hibiki Lui                   | japán            | férfi | VOCALOID NEXT            | -               |
| ALYS                         | francia, japán   | nő    | VoxWave                  | Poucet          |
| Zhanyin Lorra                | kínai (mandarin) | nő    | NetEase, Shanghai HENIAN | Gui Xian Ren    |
| Lucía                        | spanyol          | nő    | Giuseppe                 | -               |
| LUAN                         | spanyol          | férfi | Giuseppe                 | Akuo            |

### Privát hangcsomagok
| Név            | Nyelv              | Nem   | Gyártó                | Hangja                  |
| Akikoloid-chan | japán              | nő    | Yamaha, Lawson        | Arimoto                 |
| Ueki-loid      | japán              | férfi | Music Airport, Yamaha | Ueki Hitoshi            |
| Anri Rune      | japán              | nő    | Fuji TV               | -                       |
| Hide           | japán              | férfi | Yamaha                | hide                    |
| ONA            | spanyol és katalán | nő    | Voctro Labs           | megegyezik a MAIKA-éval |
| Kojiloid       | japán              | férfi | Crypton Future Media  | -                       |

### Ismeretlen státuszú hangcsomagok
| Név                                      | Nyelv | Nem                     | Gyártó               | Hangja         |
| CV-4Cß                                   | japán | nő                      | Crypton Future Media | Nakamura Eriko |
| CV04                                     | japán | férfi                   | Crypton Future Media | -              |
| Project if... (Junger März ß Prototípus) | japán | uniszex (nőies hanggal) | Crypton Future Media | -              |

## Kulturális behatás
A Crypton Future Media Hatsune Miku Vocaloid 2 kiadásával még híresebbé vált a szoftver Japánban és külföldön is egyre népszerűbbé vált Hacune Miku. Nagy szerepet játszott még a Nico Nico Douga, egy japán videómegosztó oldal, abban, hogy még elterjedtebbé váljon a szoftver. Egy felhasználó az oldalon és egy illusztrátor közzétett egy videót, amiben Hacune Miku egy póréhagymát tartva énekelte el a Levan polkka-t. Ahogy egyre elismertebb és népszerűbb lett a szoftver, úgy a Nico Nico Douga-n egyre több ilyen kreáció jelent meg. Olyan befolyásoló lett az oldal, hogy a stúdiók a Nico Nico-n tették közzé a demóikat, csak úgy mint a YouTube-on, amiért olyan rendesen promóciózták a Vocaloidot.
2009 szeptemberében három Mikuról mintázott figurával lőttek föl egy rakétát az Amerikai Egyesült Államokbeli Nevadában, a Black Rock Desert-ből, bár a rakéta nem érte el az űrt. 2009 késő novemberében egy petíció indult el, Hacune Miku egyedi tervezésű alumínium lemezek gyártására, ami egyensúlyban tarthatta volna a japán Vénuszi űrszondát, az Akacukit. Az egész projektet egy rajongó, Morioka Szumio, kezdte el és támogatást kapott Dr. Szakamoto Szeiicsi-től a Japán Űrügynökség egyik tagjától. A petíció weboldalát lefordították más nyelvekre is , mint például, angolra, oroszra, kínaira és koreaira, így elérte a szükséges 10.000 aláírást és elkészíthették a lemezeket 2009. december 22-én. Az Akacukit a H-IIA 202 F17 rakétán lőtték ki, a japán Tanegasima Űrközpontból, rajta a Miku lemezekkel.
A Vocaloid szoftver hatással volt még a Black Rock Shooter anime karakterére is, aki úgy néz ki mint Hacune Miku, de tervezés alapján nem kötődik hozzá. A karaktert a Black Rock Shooter dal tette népszerűvé és sok figurát is készítettek hozzá. A Meaw nevű virtuális idolokat szintén a Vocaloid közönségének szánva adták ki. A virtuális ikreknek két szólójuk is megjelent, Meaw Right ver. és Meaw Left ver. címmel, japánul.
2010. augusztus 31-én nyílt Tokióban egy napra egy kávézó a Miku rajongóknak. Majd később még egyszer megismételték az eseményt. Hó Miku, Miku egyik átöltöztetett változata, szerepelt egy eseményen, a 62. Szapporói hófesztiválon, 2011. februárban. Egy Vocaloid témájú TV műsor, a Vocalo Revolution, került adásba 2013. január 3-án, melyet a Kyoto Broadcasting System kezdett el sugározni. Sőt még egy egyórás rádió műsort is tartottak, amiben csak Vocaloid számokat játszottak.
A 2011-es Tóhokui földrengés és cunami alkalmával, nagy számú Vocaloidhoz tartozó, adományokat készítettek. A Crypton Future Media csatlakozott más nagy cégekhez és egy nagy összegű adományt küldtek a Japán Vörökeresztnek. Továbbá egy speciális Hacune Miku Nendoroidot jelentettek be, amit ha megvett az ember, az árából 1000 jen a Japán Vöröskeresztnek ment.
A VOCALOID részévé vált a Loituma lány mémnek egy Mikuval készült változata miatt. Továbbá egyre nagyobb teret nyer a Vocaloid mellett egy hasonló, ingyenes program, az UTAU. Ebben közrejátszott egy 2008-as áprilisi tréfa is. Mivel a VOCALOID csak Windowson működik, a MI7 a Mac operációs rendszerekre elkészítette a Macne Ke-t. A Macne Ke szoftver a Garagebandba beépülő plugin, amelyhez a Reason programot is felhasználta a gyártó. Jelenleg 5 termék van ebben a szériában.

### Zene
A legkorábbi Vocaloidhoz tartozó szoftver használat, Kaito-t és Meiko-t használta prototípusként és megjelentek Macutake Hideki History of Logic System című albumán, ahol az "Ano subarashii ai wo mou ichido" című számot énekelték. Az első album amin csak Vocaloidok voltak, az "A Place in the Sun" volt, ami Leon hangját használta énekként és oroszul és angolul is énekelt. Miriam is szerepet kapott két albumban, a Light + Shade és a Continua-ban Hiraszava Szuszumu, egy japán progresszív-elektronikus művész, használta Lolát, Szatosi Kon, Paprika című filmjének zenéjében.

## Fordítás
- Ez a szócikk részben vagy egészben  a   Vocaloid című angol Wikipédia-szócikk ezen változatának fordításán alapul.  Az eredeti cikk szerkesztőit annak laptörténete sorolja fel. Ez a jelzés csupán a megfogalmazás eredetét és a szerzői jogokat jelzi, nem szolgál a cikkben szereplő információk forrásmegjelöléseként.